# Knjižnica Bena Zupančiča Postojna
Knjižnica Bena Zupančiča Postojna je osrednja splošna knjižnica s sedežem na Trgu padlih borcev 5 (Postojna).

## Zgodovina knjižnice Bena Zupančiča Postojna
Zametki knjižnice v Postojni segajo že v 19. stoletje, ko so leta 1868
ustanovili postojnsko čitalnico. Ker so začeli opažati, da v čitalnico prihaja
vedno manj bralcev, čeprav so imeli na razpolago veliko dnevnikov in drugih
revij, so sklenili ustanoviti še knjižnico. Namen tega je bil, da bi imeli možnost
izobraževanja vsi sloji prebivalstva. Zato leta 1905 ustanovijo Ljudsko knjižnico.
Največ zaslug za ustanovitev knjižnice je imel Josip Kraigher njen prvi knjižničar (knjige je hranil in prenašal kar v sodih)
ter posamezniki, ki so odstopili nekaj svojih knjig zato, da bi bila knjižnica z
njimi čim bolj založena.
Knjižnica je delovala v Majlontu, pri Francu Bizjaku, kateri je prostore zanjo
tudi sam uredil in sicer sta bila dva prostora v enem so bile police s knjigami v
drugem pa je bila čitalnica. Knjižnica je bila vedno dobro obiskana in se je
dobro razvijala. Leta 1911 se je združila s Čitalnico v Ljudsko knjižnico in
čitalnico Postojna.
Med prvo svetovno vojno se je razvoj knjižnice ustavil, obisk je bil zelo
majhen, vendar je bilo še vedno boljše kot po vojni, ko je Postojno okupirala
italijanska vojska, ki je načrtno uničevala vse kar je služilo izobrazbi naroda,
tudi slovenske knjige. Na srečo so veliko knjig ljudje poskrili pred Italijani in si
jih med seboj še vedno na skrivaj izposojali. To je bilo leta 1928, ko je Ljudska
knjižnica in čitalnica Postojna prenehala s svojim delovanjem. 
Namesto slovenskih knjižnic so nastajale fašistične. V Postojni so tako
ustanovili dve, kjer so imeli okrog 200 knjig.

Leta 1945 so začeli naši ljudje v knjižnice vračati knjige, ki so jih imeli skrite
po kleteh. Tako so leta 1948 v Postojni ustanovili Študijsko knjižnico, ki se je
leta 1957 združila z Ljudsko knjižnico pod imenom Mestna knjižnica Postojna.
Leta 1965 se ji je pridružila enota v Pivki, leta 1978 enota v Prestranku in leta
1979 še enota Potujoča knjižnica.

Leta 1967 je Mestna knjižnica dobila nove prostore, ki so bili funkcionalni, na
novo opremljeni, pa tudi lokacijsko je bila bolj ustrezna, saj se je sedaj knjižnica
nahajala v središču mesta in v neposredni bližini gimnazije. Takrat so
knjižničarji preuredili knjižnico na prost pristop po mednarodni univerzalni decimalni
klasifikaciji.

Leta 1981 se je Mestna knjižnica Postojna preimenovala v Knjižnico Bena
Zupančiča Postojna in ima tako ime še danes. V teh letih je izposoja
knjižničnega gradiva zelo hitro naraščala in bila visoko nad slovenskim
povprečjem. Knjižnica je glede na število bralcev in izposojeno gradivo na
občana zavzemala drugo mesto v Sloveniji, takoj za Ljubljano-Center.

Drugi bibliobus, ki je bil veliko večji od prvega, so kupili v letu 1987. V istem
letu se je tudi povečalo število knjižničarjev, predvsem za opravljanje matične
dejavnosti in posebej za zbiranje domoznanskega gradiva.

Med vojno za Slovenijo je leta 1991 prenehala delovati enota v Pivki, ki so jo
zopet odprli leta 1994 in sicer v novih prostorih kulturno-trgovskega centra
Pivka.

Z računalniško izposojo so začeli v letu 1993 in se leta 1997 tudi uspešno
vključili v računalniško podprto vzajemno bazo slovenskih knjižnic, Cobiss. V istem letu je enota Prestranek pridobila nove prostore in doživela celotno prenovo.

Ker je postal bibliobus premajhen in zastarel so leta 1999 kupili tretji
bibliobus, ki še danes vozi po okoliških cestah. Čez dve leti je tudi bibliobus
prešel na računalniško izposojo in računalniški katalog. Tega leta so v matični
knjižnici v Postojni uvedli E-točko v kateri sta bila dva računalnika do katerih je
imel pristop vsak obiskovalec knjižniceZadali so si tudi nalogo, da z računalniki
opremijo vse prostore, tudi bibliobus. To jim je uspelo leta 2004.

Knjižnica Bena Zupančiča Postojna danes predstavlja v Postojni pomemben
kulturno-informacijski center. V knjižnici prirejajo tudi stalne razstave in druge
kulturne dogodke. Omogoča tudi dostop do pomembnega gradiva iz zgodovine
Postojne in okolice v svojem domoznanskem oddelku. V knjižnici je povsod
uveljavljen prost pristop, razen v domoznanskem oddelku. Čeprav je veliko knjig zaradi prostorske stiske tudi v skladišču.
Število knjižničnega gradiva je v letu 2004 že preseglo 108.000 enot. Ob tem
nudijo tudi vse referalne informacije iz računalniških baz podatkov knjižničnega
fonda institucij, vključenih v sistem Cobiss – Kooperativni online bibliografski
sistem in servisi in medknjižnično izposojo.

Bibliobus je opremljen z vsemi modernimi dodatki kot so: računalnik za
zaposlene, računalnik za uporabnike in ima kar 62 postajališč, ki se nahajajo na
območju občin Postojna in Pivka, eno izmed njih je tudi v samem mestu
Postojna in sicer zraven Doma za ostarele, kar je seveda zelo v pomoč starejšim
občanom.

Ob vsem tem pa se knjižnica sooča z velikimi prostorskimi problemi. Vendar
naj bi se to v prihodnjih letih izboljšalo, saj jim je občina že zagotovila nove
prostore za osrednjo knjižnico v Postojni. Potrebno je le še nekaj volje in finančnih sredstev za dokončanje projekta.